# Lorima Dau
Lorima Dau (Suva, 29 juli 1983) is een voormalige Fijisch voetballer die bij voorkeur als verdediger speelt.
Op 6 juli 2002 in de thuiswedstrijd tegen Nieuw-Caledonië maakte Dau zijn debuut voor Fiji voetbalelftal. Hij kwam in 90e minuut als een invaller voor Veresa Toma, de wedstrijd ging gewonnen met 2-1. Hij heeft 27 wedstrijden gespeeld en een doelpunt gescoord voor zijn nationale ploeg.
Dau beëindigde zijn voetbalcarrière in 2018. In 2018 werd hij ook trainer van Rewa FC.